# Hans Wolf von der Heyden
Hans Wolf von der Heyden († 7. Dezember 1643) war ein kurbrandenburgischer Obrist, Kammerherr sowie Amtshauptmann von Tangermünde und Borgstall, Ritter des Johanniter-Ordens und Komtur der Johanniterkommende Süpplingenburg.
Er entstammt der westfälischen Familie von der Heyden und wurde 1625 kurbrandenburgischer Oberstleutnant. Am 27. (oder 17.) Oktober 1625 ernannte ihn Kurfürst Georg Wilhelm zum Amtshauptmann von Tangermünde und Borgstall. Am 4. Mai 1626 erhielt er vom Kurfürsten das Kommando über ein Regiment von 500 Harquebusen-Reitern in Küstrin. Bereits am 19. Mai wurde er zum Kommandeur der Reiter und Soldaten in der Festung Spandau ernannt. Er kam 1632 als Obrist in braunschweig-lüneburgischen Dienste unter Georg von Braunschweig und erhielt dort ein eigenes Regiment. Ende 1633 stand Heyden als Obrist, Kriegsrat und Resident in Berlin in schwedischen Diensten.
Er starb 1643 und wurde in der Kirche von Süpplingenburg beerdigt.